# Armidale Airport
Armidale Airport är en flygplats i Australien. Den ligger i kommunen Armidale Dumaresq och delstaten New South Wales, i den sydöstra delen av landet, omkring 370 kilometer norr om delstatshuvudstaden Sydney. Armidale Airport ligger 1 084 meter över havet.
Närmaste större samhälle är Armidale, nära Armidale Airport. 
Trakten runt Armidale Airport består till största delen av jordbruksmark. Runt Armidale Airport är det glesbefolkat, med 15 invånare per kvadratkilometer. Genomsnittlig årsnederbörd är 1 109 millimeter. Den regnigaste månaden är februari, med i genomsnitt 185 mm nederbörd, och den torraste är oktober, med 29 mm nederbörd.